# Вьен
Вьен (фр. Vienne [vjɛn], франкопров. Vièna) — коммуна и город во Франции, находится в регионе Рона — Альпы, в департаменте Изер. Является центром двух кантонов. Округ коммуны — Вьен. Находится на левом берегу Роны, у слияния с рекой Жер, в 30 км южнее Лиона.

## История
В античности Вьенн был одним из главных городов Галлии и столицей многолюдного племени аллоброгов. В 121 году до н. э. покорился римлянам и сохранял значение крупного военно-политического центра до самого падения Римской империи. В 6 году сюда был отправлен в ссылку Ирод Архелай, а после казни Христа, по церковным преданиям, — и Понтий Пилат. В 257 году во Вьене был провозглашён императором Постум.
Граф Бозон в 879 году провозгласил себя во Вьене королём Прованса. До 1032 года город оставался в составе Арелата, потом вернулся под длань немецко-римских императоров. Многие горожане признавали над собой власть графов, или дофинов, Вьенуа; однако при продаже Дофине французской короне права на город удержали за собой местные архиепископы.
Именно они правили Вьеном до 1449 года, оспаривая у лионских епископов звание примаса всей Галлии. Первым предстоятелем местной церкви считается апостол Крискент; к более историческим временам относится Алким Экдикий Авит. Папа Каликст II тоже в своё время был архиепископом Вьенским. На Вьенском соборе 1311—12 годах были отлучены от церкви тамплиеры.

## География
Код INSEE коммуны — 38544. Население коммуны на 2007 год составляло 29844 человек. Населённый пункт находится на высоте от 140 до 404 метров над уровнем моря. Муниципалитет расположен на расстоянии около 420 км юго-восточнее Парижа, 27 км южнее Лиона, 80 км северо-западнее Гренобля. Мэр коммуны — Jacques Remiller (UMP), мандат действует на протяжении 2008—2014 гг.

## Достопримечательности
Вьен окружён высокими холмами. Это один из самых богатых на памятники античности городов Франции. Наиболее известна среди них остроконечная пирамида неизвестного предназначения, которую в старину принимали за гробницу Пилата. В 1860 году первоначальный облик был возвращён храму Августа и Ливии, построенному на заре христианской эры и позднее переоборудованному в церковь. Во время революции в этом «преторианском дворце» проводили свои собрания якобинцы. Разрушенный амфитеатр на 13 тысяч зрителей лежит на склоне горы Пипе.
Кроме этих давно и широко известных памятников, на правом берегу Роны археологами вскрыта зона античной застройки площадью в 4 га со стенами театра и храма Кибелы. Античная скульптура выставлена в церкви св. Павла, одной из древнейшей в стране — её строительство началось в IV веке. Церковь Сен-Андре-ле-Ба построена в IX веке прованскими королями как дворцовая капелла; позднее переделана на романский лад. У моста через Рону стоит соборная базилика св. Маврикия, строившаяся почти пять веков, с 1052 по 1533 годы; преобладающий стиль в этом здании — готический.

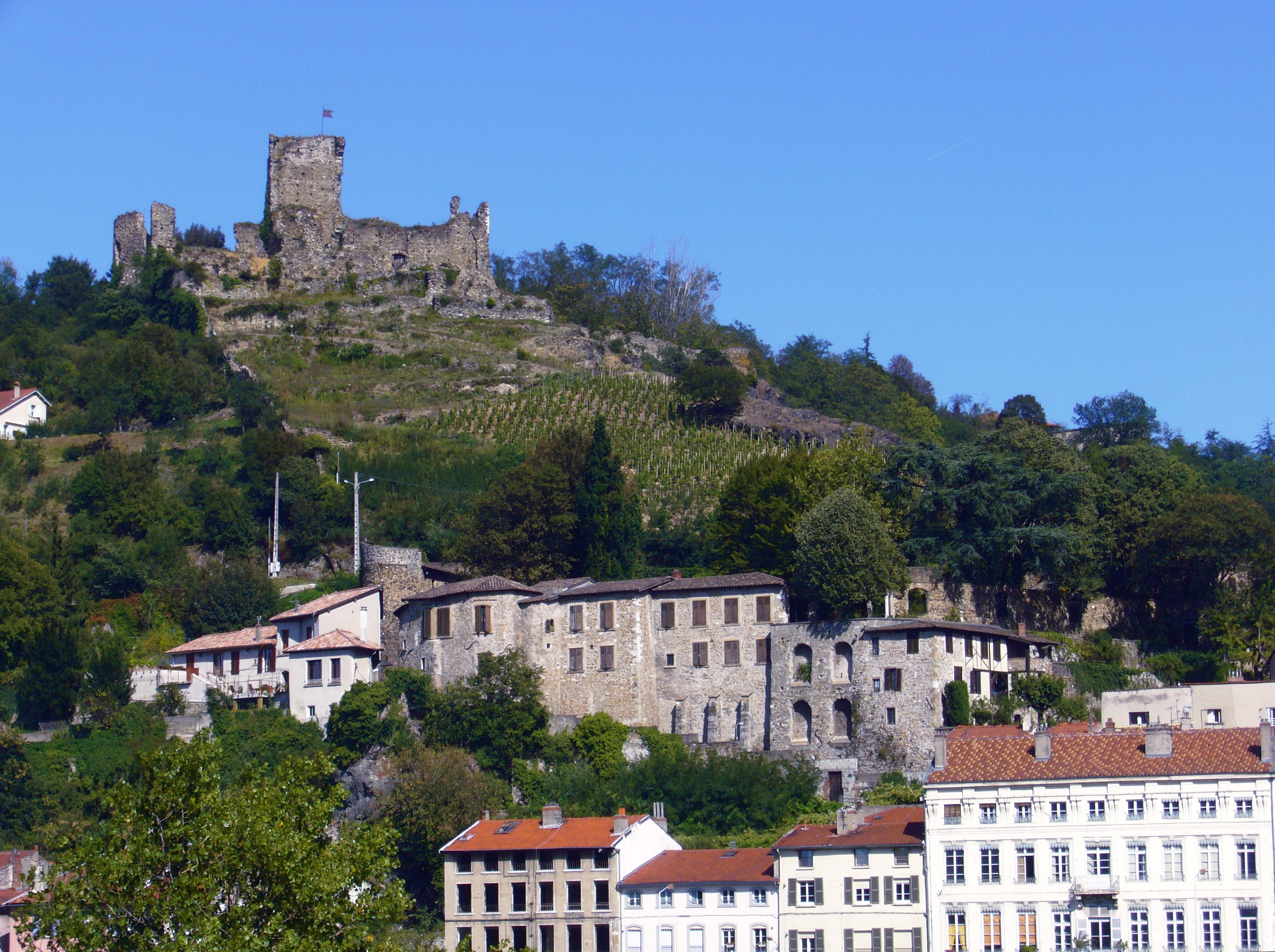
Руины замка
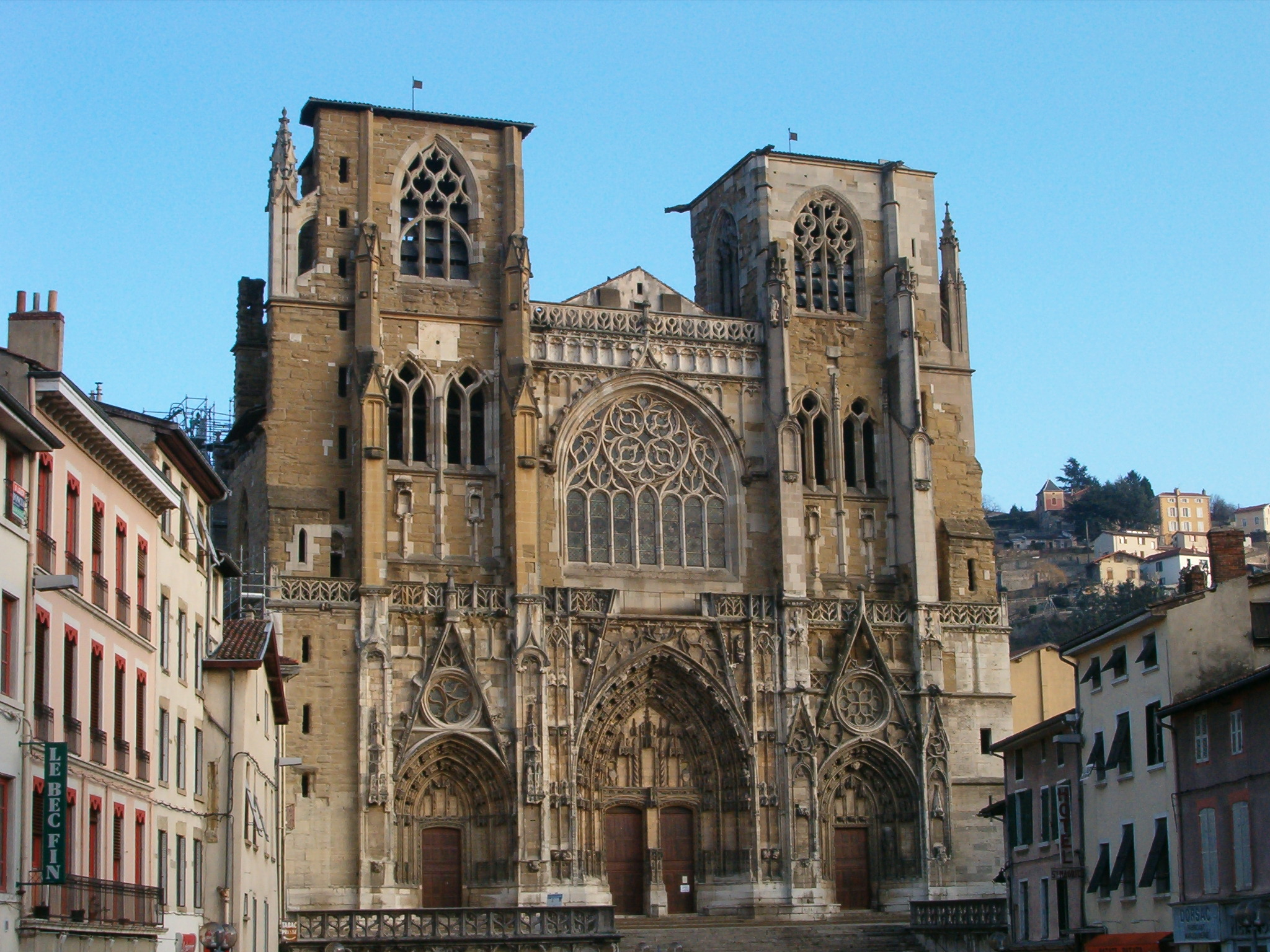
Собор Сен-Морис
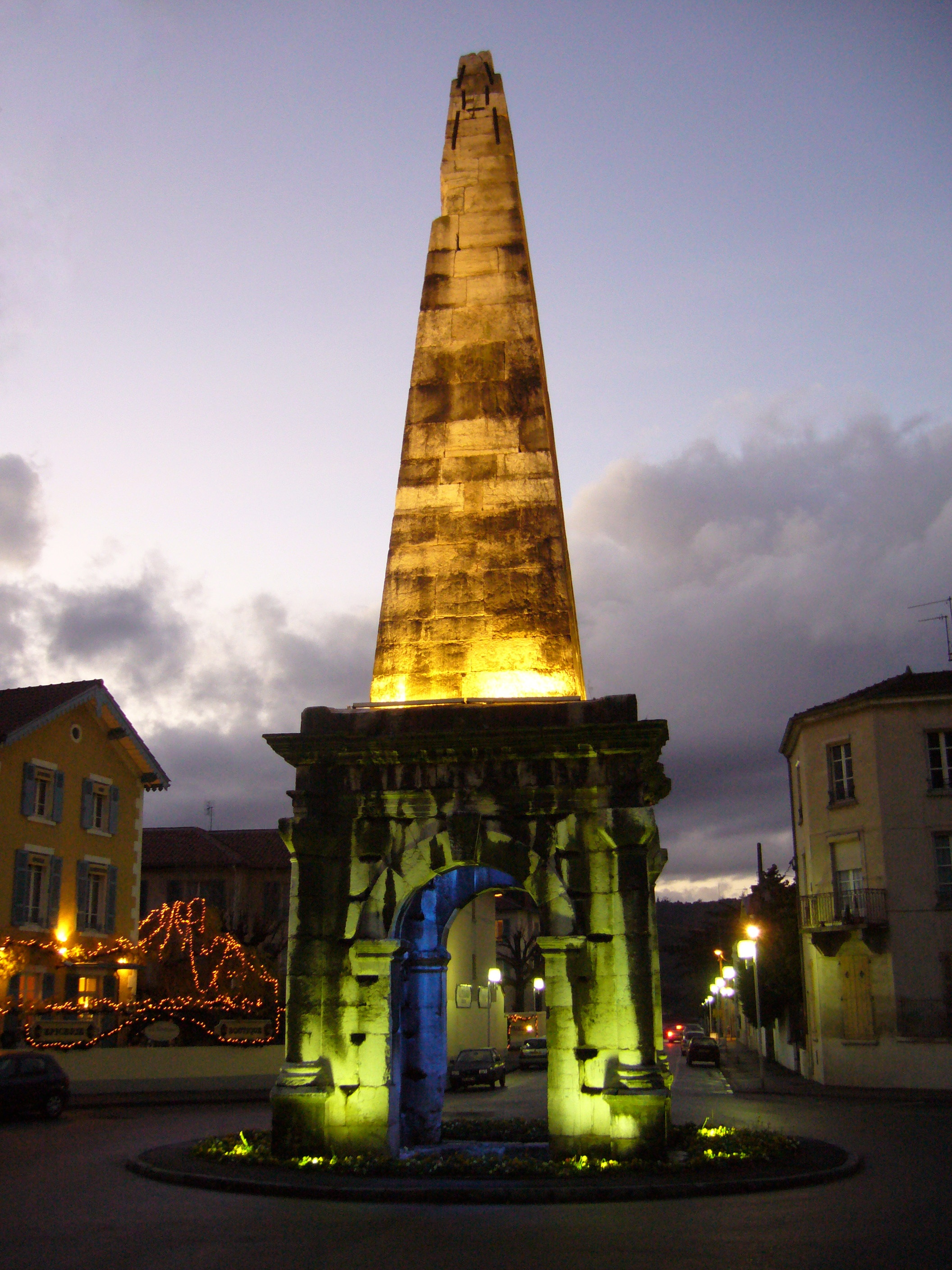
Вьенская пирамида
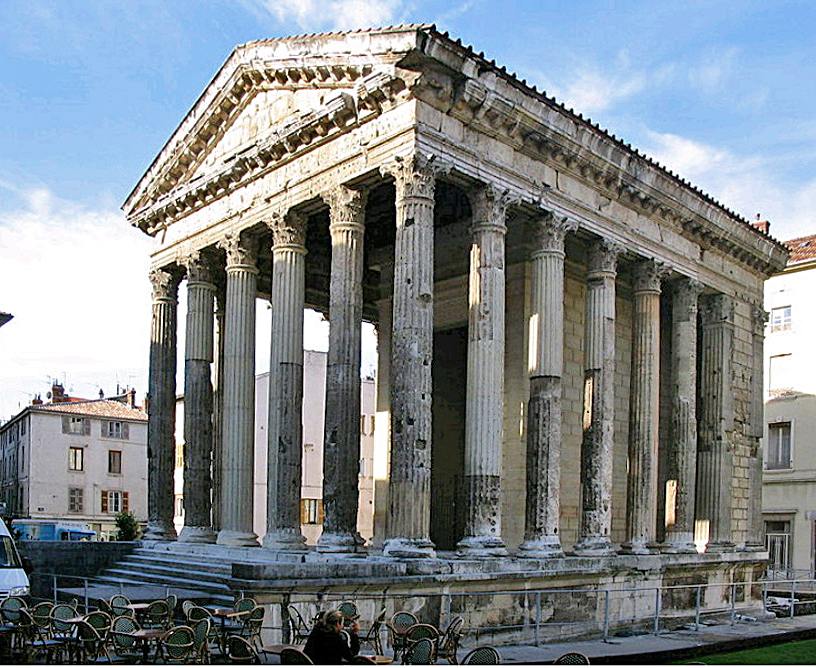
Храм Августа и Ливии
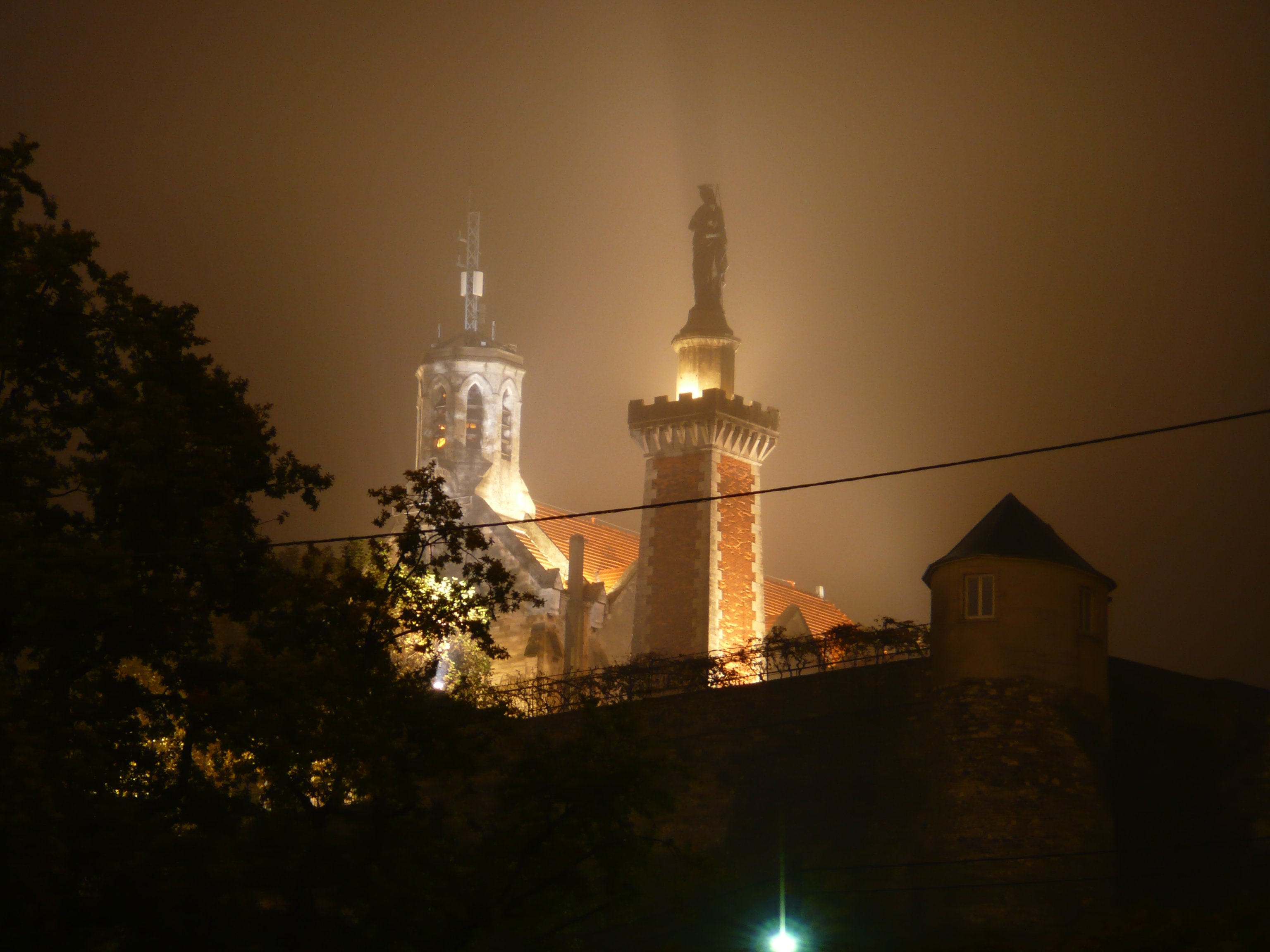
На горе Пипе

## Население
Динамика населения (INSEE):

## Знаменитые уроженцы
- Буасса, Пьер де (1603—1662) — французский писатель, поэт и переводчик.
- Мише́ль Пиша́ (1790—1828) — драматург периода романтизма.
- Франсуа де Лардерель (1790—1858) — французский инженер, «отец» геотермальной энергетики.
- Шабру, Шарль (1750—1816) — французский политик.